# Alexander-Carl-Denkmünze
Die Alexander-Carl-Denkmünze wurde am 8. Mai 1853 von Herzog Alexander Carl von Anhalt-Bernburg zur Belohnung für Offiziere, Unteroffiziere, Mannschaften und Militärbeamte gestiftet, die in der Zeit vom 1. März 1848 bis 1. Oktober 1849 im aktiven Dienst des Landes standen und sich dabei durch vorbildliche Führung ausgezeichnet haben.
Die bronzene Medaille zeigt die vierzeilige Inschrift 1848 ALEXANDER CARL 1849 und umlaufend SEINEN BRAVEN KRIEGERN * FÜR UNERSCHÜTTERLICHE TREUE *. Rückseitig ist das gekrönte und von zwei gekreuzten Schwertern unterlegte Wappen von Anhalt zu sehen. Darüber im Halbkreis die Worte Fürchte Gott und befolge seine Befehle. Um das Wappen verläuft ein aus Lorbeer- (links) und Eichenblättern (rechts) gebildeter Kranz.
Getragen wurde die Auszeichnung an einem weißen Band mit dunkelgrünen Mittel- und Seitenstreifen auf der linken Brust.
Nach dem Tode des Inhabers war die Auszeichnung rückgabepflichtig. 